# Alexa Havins
Alexa Carole Havins (Artesia, 16 novembre 1980) è un'attrice e modella statunitense.
Nota principalmente per il ruolo di Babe Carey Chandler nelle soap opera Una vita da vivere e La valle dei pini, e di Lulu Spencer nella soap opera General Hospital.

## Biografia
Incomincia la sua carriera recitando in alcuni spot pubblicitari e tra il 1997 e il 1999 tenta la strada dei concorsi di bellezza senza successo. Successivamente intraprende la strada di attrice recitando nel ruolo di Babe Carey Chandler dal 2003 al 2005 nella soap opera Una vita da vivere, interpretando lo stesso ruolo anche nella soap opera La valle dei pini dal 2003 al 2007, tornando poi brevemente nel 2011. Nel 2013 è tra i protagonisti nel film Proxy. Nel 2024 entra nel cast principale della soap opera General Hospital nel ruolo di Lulu Spencer.

## Filmografia parziale

### Cinema
- Joshua, regia di Travis Betz (2006)
- Fat Girls, regia di Ash Christian (2006)
- Brooklyn Rules, regia di Michael Corrente (2007)
- 27 volte in bianco (27 Dresses), regia di Anne Fletcher (2008) – cameo
- How to Seduce Difficult Women, regia di Richard Temtchine (2009)
- Daddy Sitter (Old Dogs), regia di Walt Becker (2009) – cameo
- Desert Fox, regia di Keith Schwebel (2009)
- La fontana dell'amore (When in Rome), regia di Mark Steven Johnson (2010)
- Proxy, regia di Zack Parker (2013)
- La genesi di Wonder Woman (Professor Marston and the Wonder Women), regia di Angela Robinson (2017)

### Televisione
- Una vita da vivere (Once Life to Live) – soap opera, 22 puntate (2003-2005)
- La valle dei pini (All My Children) – soap opera, 263 puntate (2003-2007, 2011)
- Cold Case - Delitti irrisolti (Cold Case) – serie TV, episodio 6x14 (2009)
- Turbo Dates – serie TV, 8 episodi (2008-2009)
- Torchwood – serie TV, 10 episodi (2011)
- CSI: NY – serie TV, episodio 7x13 (2011)
- Grey's Anatomy – serie TV, episodio 7x14 (2011)
- Castle – serie TV, episodio 5x05 (2012)
- Constantine – serie TV, episodio 1x12 (2015)
- The Astronaut Wives Club – serie TV, 4 episodi (2015)
- Vacanza omicida (Killer Vacation) – film TV, regia di Tamar Halpern (2018)
- Barry – serie TV, episodio 2x03 (2019)
- Il colore delle magnolie (Sweet Magnolias) – serie TV, episodio 3x09 (2023)
- General Hospital – soap opera (2024-in corso)

## Doppiatrici italiane
Nelle versioni in italiano delle opere in cui ha recitato, Alexa Havins è stata doppiata da:
- Valentina Mari in Cold Case - Delitti irrisolti
- Federica De Bortoli in Torchwood
- Chiara Colizzi in CSI: Miami
- Eleonora De Angelis in CSI: NY
- Cinzia Villari in Grey's Anatomy
- Francesca Zavaglia in Castle
- Valentina Favazza in Constantine
- Selvaggia Quattrini in Vacanza omicida